# Кларк (округ, Айдахо)
Шаблон:StateAbbr_ 44°17′ пн. ш. 112°23′ зх. д. / 44.28° пн. ш. 112.38° зх. д.
Округ  Кларк (англ. Clark County) — округ (графство) у штаті  Айдахо, США. Ідентифікатор округу 16033.

## Історія
Округ утворений 1919 року.

## Демографія
За даними перепису 
2000 року 
загальне населення округу становило 1022 осіб, усе сільське.
Серед мешканців округу чоловіків було 537, а жінок — 485. В окрузі було 340 домогосподарств, 257 родин, які мешкали в 521 будинках.
Середній розмір родини становив 3,52.
Віковий розподіл населення поданий у таблиці:
| Стать    | До 15 років | 15-21 | 22-29 | 30-39 | 40-49 | 50-65 | 65-85 | Понад 85 |
| -------- | ----------- | ----- | ----- | ----- | ----- | ----- | ----- | -------- |
| Чоловіки | 147         | 69    | 37    | 77    | 79    | 82    | 44    | 2        |
| Жінки    | 143         | 51    | 51    | 71    | 53    | 68    | 41    | 7        |

## Суміжні округи
- Бівергед, Монтана — північ
- Фремонт — схід
- Джефферсон — південь
- Б'ютт — південний захід
- Лемгай — захід

## Виноски
1. ↑  (unspecified title) — Москва: ВИНИТИ РАН, 1964. — С. 40. — 235 с.
2. ↑  U.S. Decennial Census. United States Census Bureau. Архів оригіналу за 26 квітня 2015. Процитовано 28 червня 2014.
3. ↑  Historical Census Browser. University of Virginia Library. Архів оригіналу за 11 Серпня 2012. Процитовано 28 червня 2014.
4. ↑  Population of Counties by Decennial Census: 1900 to 1990. United States Census Bureau. Архів оригіналу за 30 Жовтня 2014. Процитовано 28 червня 2014.
5. ↑  Census 2000 PHC-T-4. Ranking Tables for Counties: 1990 and 2000 (PDF). United States Census Bureau. Архів оригіналу (PDF) за 18 Грудня 2014. Процитовано 28 червня 2014.
6. ↑  State & County QuickFacts. United States Census Bureau. Архів оригіналу за 8 липня 2011. Процитовано 28 червня 2014.(англ.) Наведено за англійською вікіпедією.
7. ↑  American FactFinder. Бюро перепису населення США. Архів оригіналу за 29 липня 2011. Процитовано 31 січня 2008.

| США | Це незавершена стаття з географії США. Ви можете допомогти проєкту, виправивши або дописавши її. |